# Бенедикт XIII (антипапа)
Антипапа Бенедикт XIII (Benedikt XIII, на испански: Pedro Martínez de Luna y Gotor, Pedro de Luna, Papa Luna, * Илуека, Арагон, 1328 или 1342/43, † Пенизкола, Арагон, † 23 май 1423), роден Педро Мартинес де Луна и Перес де Готор, наричан още папа Луна, е арагонски благородник, висш духовник на католическата църква, последният от авиньонските папи по време на Западната схизма.
Педро де Луна е професор по канонично право в университет Монпелие. На 20 декември 1375 г. папа Григорий XI го издига за кардинал на Санта Мария ин Космедин и отива в Авиньон. След смъртта на папа Климент VII на 16 септември 1394 г. де Луна е избран на 28 септември 1394 г. единодушно за негов наследник и се нарича Бенедикт XIII. Парижкият университет не го признава за нов папа. Папа Бенедикт XIII е най-значимият от всички антипапи и управлява най-дълго.
Авиньонското антипапство попада за пет години под обсадата на враждебни френски войски, но на 12 март 1403 г. Бенедикт успява да избяга. Намира убежище при двора на Луи II Валоа-Анжуйски и легитимността му като папа е призната във Франция, Шотландия, Кастилия и Сицилия. В същото време в Рим властва папа Григорий XII, а в Пиза – антипапа Йоан XXIII, признати от различни други заинтересовани страни – това е връхна точка в Западната схизма.
Констанцкият събор е свикан през 1414 г, за да сложи край на схизмата. На действащите папа и антипапи е предложено да подадат папска оставка. Папа Григорий XII абдикира на 4 юли 1415 г. Бенедикт отказва, но на 26 юли 1417 г. съборът го сваля и отлъчва от църквата. Бенедикт се оттегля в Тортоса, кралство Арагон, без да приема, че е низвергнат. Получава подкрепа само от малка група привърженици, двама от които стават антипапи след смъртта му през 1423 г.
В Констанц на 11 ноември 1417 г. е избран за единствен законен папа Одо ди Колона като Мартин V.